# Ésioff-Léon Patenaude
Ésioff-Léon Patenaude, né le 12 février 1875 à Saint-Isidore et mort le 7 février 1963 à Montréal, est un avocat, un homme politique et un homme d'affaires canadien. Il est le dix-septième lieutenant-gouverneur du Québec.

## Biographie
Né à Saint-Isidore le 12 février 1875, fils du commerçant et cultivateur Hilaire Patenaude et d'Angèle Trudeau. Il étudie au collège de Montréal et à l'Université Laval à Montréal. Ayant terminé ses études en droit, il est admis au barreau de la province de Québec en septembre 1899.

### Carrière politique

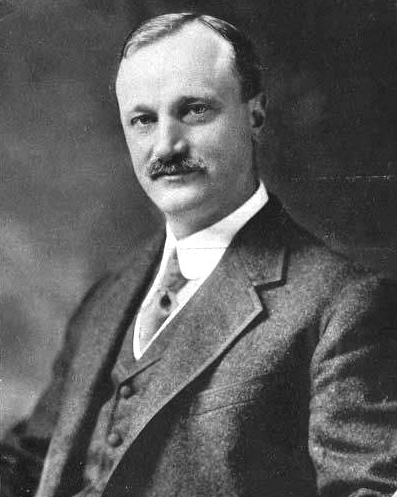
Ésioff-Léon Patenaude, vers 1925

Il fit de la politique et se lia avec maîtres Auguste Boyer, Gustave Monette (en) et Siméon Beaudin. En 1908 et 1912, il est élu député du Parti conservateur du Québec dans La Prairie.
En 1915, il passe à la Chambre des communes du Canada, devenant le député fédéral d'Hochelaga. Robert Borden le nomme ministre du Revenu, poste qu'il occupe jusqu'en 1917, lorsqu'il est sert brièvement à titre de ministre des Mines pendant six mois.
En 1923, il est élu dans Jacques-Cartier à l'Assemblée législative de la province de Québec, mais il démissionne deux ans plus tard en 1925. Défait dans la circonscription fédérale de Jacques-Cartier en 1925 et 1926, le premier ministre Arthur Meighen le nomme tout de même ministre de la Justice.
En 1934, il est nommé lieutenant-gouverneur du Québec, fonction qu'il occupe jusqu'en 1939. Toujours en 1934, il reçoit un doctorat honorifique en droit de l'Université Laval, un mérite que l'Université Bishop's, l'Université McGill et l'Université de Montréal sauront aussi lui accorder.

### Homme d'affaires
Après qu'il eut cessé ses activités politiques, il se tourna vers les affaires, devenant président de la Banque provinciale du Canada en 1946. Il fut par ailleurs à la tête de plusieurs sociétés, dont McColl-Frontenac (en) (Texaco Canada), L'Alliance, Crown Life Insurance (en), la Compagnie canadienne mercantile et du Crédit foncier franco-canadien. En outre, il présida le club Rideau (en), à Ottawa.

## Hommages
L'avenue Ésioff-Patenaude à Québec a été nommée en son honneur. Cette avenue était présente dans l'ancienne ville de Sillery, maintenant arrondissement de Québec.

## Décès
Le 7 février 1963, il meurt à Montréal. Il est enterré au cimetière Notre-Dame-des-Neiges.
Le fonds d'archives Ésioff-Léon Patenaude est conservé au centre d'archives de Montréal de Bibliothèque et Archives nationales du Québec.